# Aeroportul Wana
Aeroportul Wana (IATA: WAF, ICAO: OPWN) este un aeroport din Pakistan.
aeroportul dispune de o singură pistă.